# Röcken
Röcken är en ortsteil i staden Lützen i Burgenlandkreis i förbundslandet Sachsen-Anhalt i Tyskland. Röcken var en kommun fram till den 1 juli 2009 när den uppgick i Lützen. Röcken hade 599 invånare 2007.